# Ковачевци (Софийская область)
Ковачевци (болг. Ковачевци) — село в Болгарии. Находится в Софийской области, входит в общину Самоков. Население составляет 473 человека.

## Политическая ситуация
В местном кметстве Ковачевци, в состав которого входит Ковачевци, должность кмета (старосты) исполняет Ягодинка Иванова Войчева (Болгарская социалистическая партия (БСП)) по результатам выборов правления кметства.
Кмет (мэр) общины Самоков — Ангел Симеонов Николов (Болгарская социалистическая партия (БСП)) по результатам выборов в правление общины.